# Leptonerilla diplocirrata
Leptonerilla diplocirrata är en ringmaskart som beskrevs av Westheide och Purschke 1996. Leptonerilla diplocirrata ingår i släktet Leptonerilla och familjen Nerillidae. Inga underarter finns listade i Catalogue of Life.